# Horus Iunmutef
Horus Iunmutef ist eine altägyptische Totengottheit, die unter Sethos I. erstmals mit dem Gottesdeterminativ versehen ist. Die Verehrung des Iunmutef als Horus reicht jedoch bis in das Alte Reich zurück. Seine Funktion als „Öffner der Wege“ ist zusätzlich im Titel Sa-meref schon früh belegt und verweist auf seine göttliche Tätigkeit des „familiären Pfeilers“ als junger Horus von Chemmis gegenüber seiner Mutter Isis in ihrem Exil in Chemmis. 

## Hintergrund

### Gleichsetzungen
Einige Ägyptologen, beispielsweise Hans Bonnet und Hermann Kees, sahen eine Verschmelzung von Iunmutef mit Geb zur neuen Gottheit Geb-Iunmutef. Diese Annahme beruhte auf einer falschen Interpretation einer Opferformel des Iunmutef im Tempel von Semna, in der die Gottheit Geb nach zwischenzeitlich genaueren Untersuchungen nur als begünstigte Gottheit genannt wird und Iunmutef als Sprechender des Opferrituals fungiert.
Auch die Annahme, dass es sich bei Horus Iunmutef um eine verschmolzene Gottheit handelt, kann gegenwärtig nicht mehr bestätigt werden. Durch die Vorschaltung des Gottesdeterminativs entstand eine eigenständige Gottheit.

### Erscheinungsformen
Die ikonografische Darstellung von Horus Iunmutef bildete sich erst langsam während der Ramessidenzeit heraus, in der Horus Iunmutef als falkenköpfiger Mensch mit Götterschurz und Doppelkrone auftritt. Der früheste Beleg dieser Erscheinungsform findet sich in der 20. Dynastie im Tempel von Ramses III. in Medinet Habu.  
In der Abydos-Stele von Ramses IV. wird der Gott Horus Iunmutef  ohne den Namensbestandteil Horus nur Iunmutef genannt, da die Eigenschaften des Horus in Verbindung mit Iunmutef auch mit den Insignien des Pantherfells und der Jugendlocke beim Ausführen von Opferhandlungen abgebildet sein können. In diesen ikonografischen Erscheinungsformen trägt Iunmutef den Horus-Falken auf seinem Kopf.